# اچ‌ام‌اس بلک‌وود (کی۳۱۳)
اچ‌ام‌اس بلک‌وود (کی۳۱۳) (به انگلیسی: HMS Blackwood (K313)) یک زیردریایی بود که طول آن ۲۸۹٫۵ فوت (۸۸٫۲ متر) بود. این زیردریایی در سال ۱۹۴۲ ساخته شد.